# Wimbledon Common
Wimbledon Common è un grande spazio verde a sud della città di Londra, presso il quartiere omonimo di Wimbledon. Copre all'incirca 1 140 acri.
Wimbledon Common non si deve confondere con Wimbledon Park, altro parco più piccolo ad est di Wimbledon.

## Galleria d'immagini

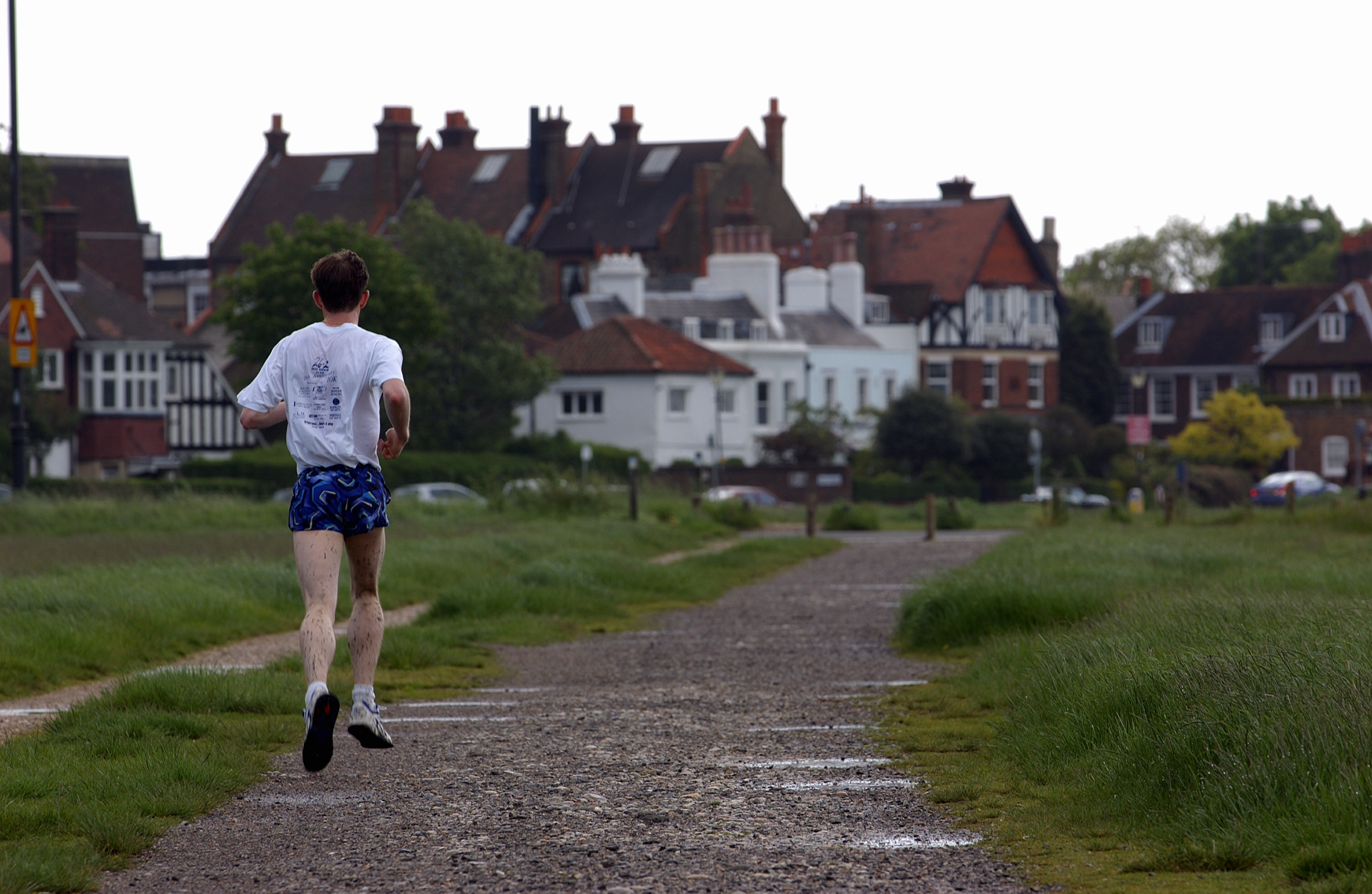
Wimbledon Common, Southside
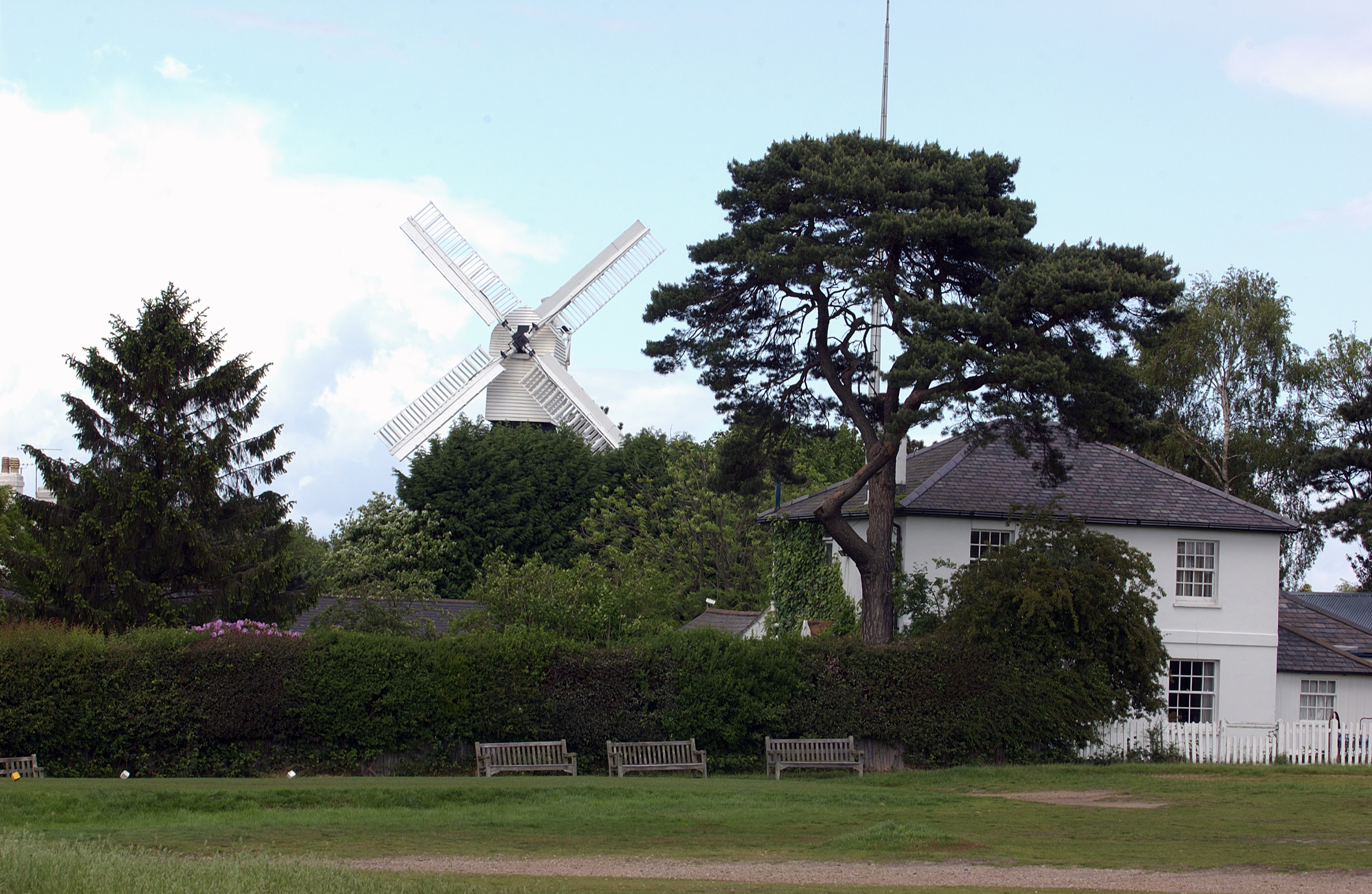
Wimbledon Common, Windmill
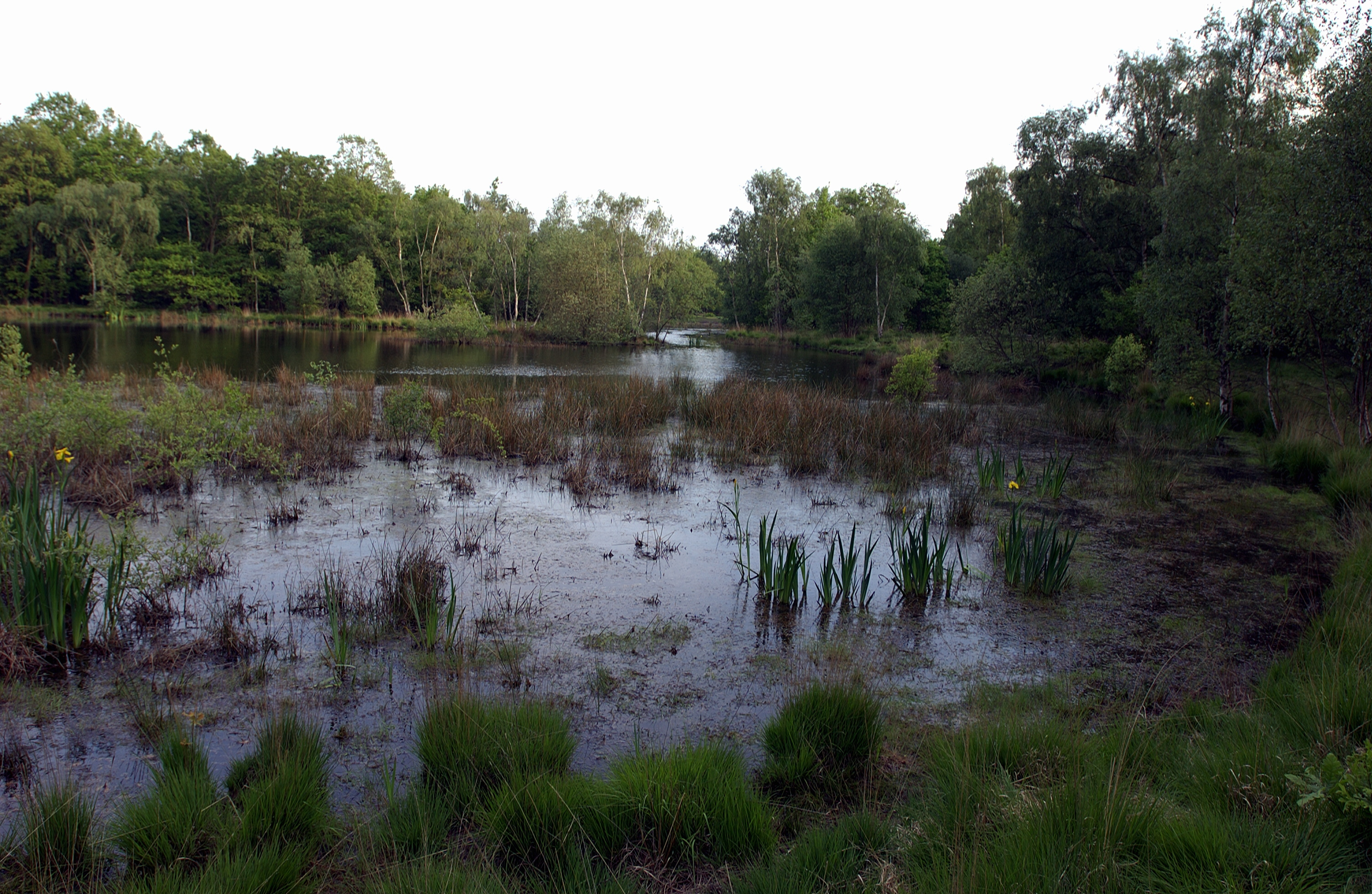
Wimbledon Common, Bluegate Pond
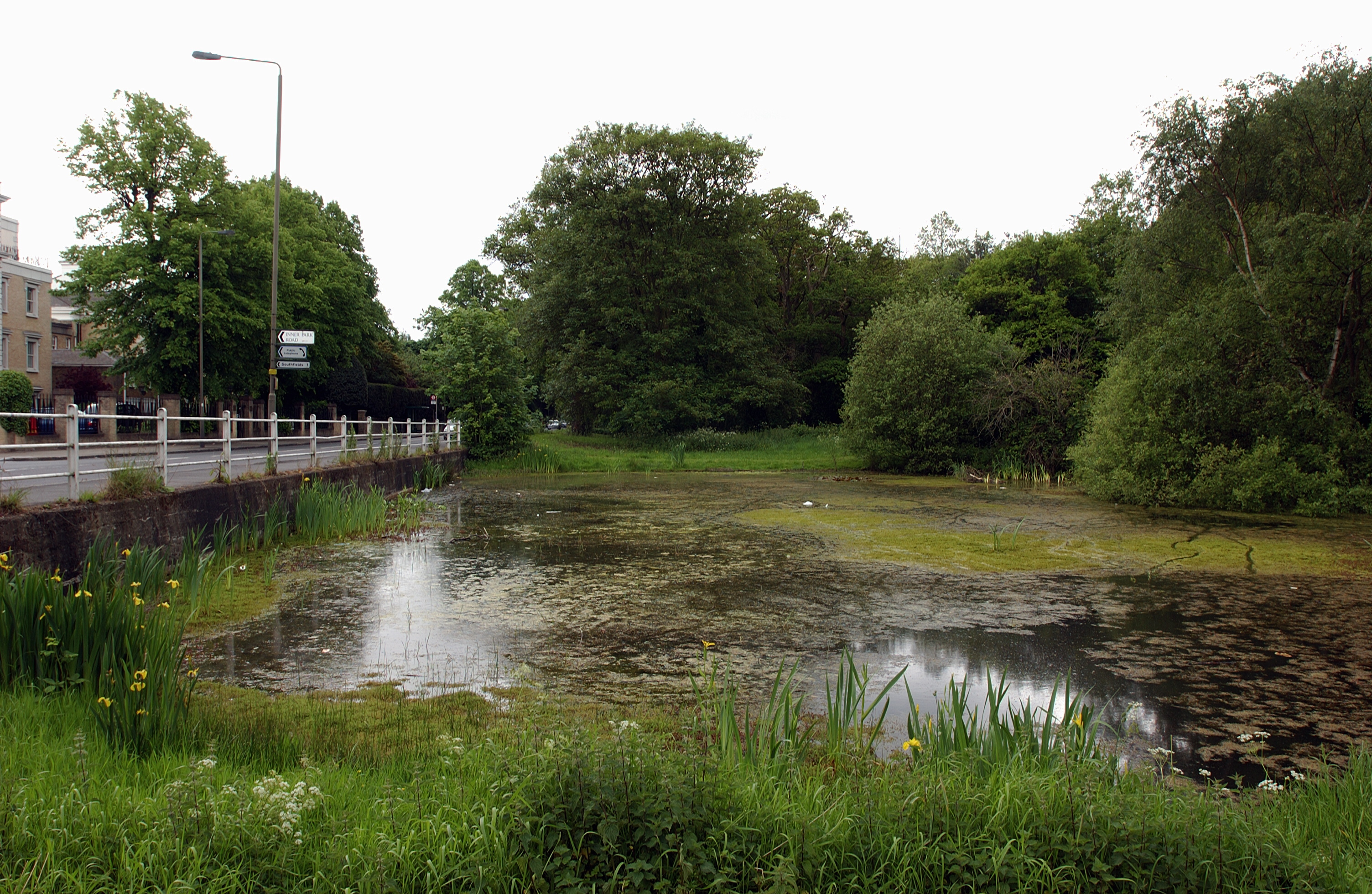
Wimbledon Common, 7 Post Pond